# 姉小路済継
姉小路 済継（あねがこうじ なりつぐ/さだつぐ）は、室町時代後期から戦国時代にかけての公卿・大名・歌人。権中納言・姉小路基綱の子。飛騨国司。姉小路家（飛騨古川氏）当主。

## 生涯
文明2年（1470年）、姉小路基綱の嫡男として誕生。父・同様に和歌を得意とし、歌会にも度々足を運んだ。父と共に飛騨文学の祖として当地に名を残している。
永正5年（1508年）、従三位に叙せられて公卿に列し、翌永正6年（1509年）に参議に任ぜられる。
永正7年（1510年）8月21日、飛騨国において美濃国恵那郡遠山荘の地頭の遠山景正と戦った。
永正14年（1517年）、飛騨国に下向するが、翌永正15年（1518年）5月30日に同国にて急死。享年48。最終官位は前参議・正三位。法名は常済。家督は子・済俊が継ぐが、以後は三木直頼の台頭を抑えきれず、姉小路家は衰退の一途を辿る。

## 官歴
注記のないものは『公卿補任』による。
- 時期不詳：従五位下[2]
- 長享2年（1488年） 4月17日：侍従[2]
- 延徳元年（1489年） 11月26日：従五位上[2]
- 明応2年（1493年） 正月6日：正五位下[2]
- 時期不詳：左近衛少将[2]
- 明応4年（1495年） 正月5日：従四位下[2]
- 明応5年（1496年） 正月15日：左近衛中将
- 明応7年（1498年） 2月18日：従四位上[2]
- 文亀元年（1501年） 10月：正四位下[2]
- 永正5年（1508年） 正月6日：従三位（永正4年4月17日賜位記）
- 永正6年（1509年） 正月27日：参議
- 永正9年（1512年） 正月7日：正三位
- 永正11年（1514年） 正月20日：奏慶
- 永正12年（1515年） 3月30日：辞官
- 永正15年（1518年） 5月30日：薨去（前参議・正三位）

## 系譜
『系図纂要』による。
- 父：姉小路基綱
- 母：不詳
- 生母不明の子女
  - 男子：姉小路済俊（1506年 - 1527年）
  - 男子：姉小路高綱（田向重継?）（? - 1576年?）
  - 女子：中院通胤室